# Mirjam Skal
Mirjam Skal, als Mirjam Schnedl (geboren 1996 in Wetzikon, Kanton Zürich), ist eine Schweizer Musikerin, Komponistin und Musikproduzentin.

## Leben und Wirken
Mirjam Skal hat schon als Kind mehrere Instrumente, darunter Klavier, gespielt und Spaß am Improvisieren und Komponieren gezeigt. Ihre Mutter ist eine Organistin. Während der Schulzeit spielte sie auch Harfe und sang im Chor. Sie studierte an der Zürcher Hochschule der Künste Komposition für Film, Theater und Medien und schloss im Jahr 2022 mit einem Master ab. Seitdem ist sie freischaffend tätig.
Als Studentin wurde sie zu den Berlinale Talents 2021 in der Sparte Sound eingeladen. Im selben Jahr wurde ihr von der Allianz für Filmkomponistinnen (AWFC) ein Mentoring beim kanadischen Filmkomponisten Mychael Danna ermöglicht.
Mirjam Skal bevorzugt eine Musikrichtung, in der sie live gespielte Instrumente mit elektronischen Soundscapes kombiniert. Fasziniert ist sie vom Zusammenspiel und -klang traditioneller Orchersterinstrumente mit elektronischen Sounds. Ein Beispiel für ihre Arbeit ist die orchestrale Komposition „ANIMA“, die sie 2020 mit dem Budapest Art Orchestra aufgenommen und selber dirigiert hat.
Neben ihrer Tätigkeit als Komponistin ist sie auch als Musikerin aktiv. Sie ist Mitglied der Metal-Band Illumishade und spielt Synthesizer. Die Mittelalter-BandVarda hat sie selbst gegründet, hier spielen irische Folkelemente eine größere Rolle.
Sie engagiert sich auch in der Filmmusikbranche und ist Vizepräsidentin des Forum Filmmusik sowie Mitglied im Vorstand beim Filmmusikfestival SoundTrack Zürich.
Mirjam Skal hat ihren Lebensmittelpunkt in Zürich. Mirjam Skal verfügt über eine Wahrnehmungsbesonderheit, die Synästhesie. Ihr Gehirn vereint verschiedene Sinne zu einem. So sieht sie Musik und hört Farben.

## Werke

### Filmmusik
- 2022: mit Jakob Eisenbach Emma lügt, Serie, SRF
- 2022: Der Gesang der Flusskrebse, Spielfilm
- 2023: mit Jonas Roulet Syncope Kurzspielfilm
- 2023: mit Jakob Eisenbach Queen, Kurzspielfilm
- 2023: The Scavenger of Dreams, Spielfilm
- 2024: Tatort Von Affen und Menschen, TV-Film, SRF          
  - 2024: Tatort Fährmann, TV-Film, SRF
- 2024: Vracht, Kinofilm
- 2024: The Courageux, Kinofilm[4]
- 2025: Mother of Fascia, Dokumentarfilm[5]

### Kompositionen
- 2020: Anima, Orchestermusik

## Auszeichnungen
- 2018: (als Mirjam Schnedl) Taurus Award für die beste Musik in einem Animationsfilm für „The Market of Lost Things“ beim Animatou International Film Festival Genf.[6]